# Glück auf vier Rädern
Glück auf vier Rädern ist ein deutscher Fernsehfilm von Dagmar Knöpfel aus dem Jahr 2006. Die Familienkomödie erlebte am 25. August 2006 auf dem Ersten ihre Fernsehpremiere.

## Handlung
Der Münchner Universitätsprofessor für Psychologie Friedrich Sibelius wird emeritiert. Seine Frau Anna, die kurz vor ihrem 60. Geburtstag steht und in den nächsten Wochen Shakespeares Sommernachtstraum inszenieren will, hat vorgesorgt: Friedrich wird die erste Zeit mit Terminen eingedeckt, sei es das Beaufsichtigen der Enkel Linchen und Niki oder die ersten Fahrstunden. Die hat Anna, die weiß, wie sehr Friedrich sich gegen das Absolvieren der Fahrschule sträuben wird, bereits im Voraus bezahlt. Tatsächlich will Friedrich, der nicht einmal freiwillig ein Flugzeug besteigen würde, die Fahrstunden absagen, doch entscheidet er sich angesichts der attraktiven Fahrlehrerin Eva Trostberg um.
Auch neben seinen Fahrstunden hat Friedrich viel zu tun. Er wird als Darsteller in einem Dokumentarfilm gebraucht. Zudem stellt er fest, dass sein erwachsener Sohn Thomas schon seit fast zwei Jahren eine Freundin hat und beide Eltern einer kleinen Tochter sind – Friedrichs Enkelin. Anna erfährt erst davon, als sie ihren 60. Geburtstag begeht, zu dem sie zu Friedrichs Leidwesen auch einen Salsa-Kurs für zwei geschenkt bekommt. Notgedrungen lässt sich Friedrich zum Tanzen überreden und macht dabei eine gute Figur. Auch bei den Fahrstunden macht er so große Fortschritte, dass er bereits vor Erreichen der ausgemachten Fahrstundenzahl geprüft werden könnte. Weil er aber weiter mit Eva zusammen sein will, fährt er bei der Prüfung wie ein Anfänger und fällt durch. Kurz darauf nimmt ihm während einer Fahrstunde ein anderer Autofahrer die Vorfahrt. Es kommt zum Zusammenstoß, bei dem Friedrich verletzt wird. Er wird ins Krankenhaus gebracht und sein verletztes Bein versorgt. Eva erscheint und begrüßt Friedrich auf Aufforderung mit einem Kuss. Anna sieht es und ist empört. Sie verbietet Friedrich weitere Fahrstunden.
Friedrich wird aus dem Krankenhaus entlassen. Weil sein Bein noch heilen muss, kann er nicht gleichzeitig mit der Familie in den Skiurlaub fahren, kündigt aber an nachzukommen. Er nutzt die familienfreie Zeit für ein Rendezvous mit Eva. Er führt sie in ein edles Restaurant aus. Am Ende landen beide gemeinsam in seiner Wohnung. Eva liegt verführerisch auf dem Bett und Friedrich beginnt, sie auszuziehen. Er küsst ihre Hand – die sich als Annas Hand entpuppt. Er erwacht neben Anna im Ferienzimmer und erkennt, dass seine Affäre mit Eva nur ein Traum war, wenn auch ein schöner. Linchen und Niki kommen ins Schlafzimmer gerannt, um die Großeltern zu wecken.

## Kritik
Das Lexikon des internationalen Films schrieb, Glück auf vier Rädern sei eine „turbulente leichtgewichtige Familienkomödie, die viel von der großen Routine des Teams sowie der Darsteller zehrt.“
TV Spielfilm befand: „harmlose Komödie, weitgehend unfallfrei“.